# 范迪安
范迪安（1955年9月—），男，汉族，福建南平市人。中华人民共和国油画家、美术展览策划者，曾任中国美术馆馆长、中央美术学院院长，现任中国美术家协会主席，中国共产党党员，第十一届、第十二届、第十三届全国政协委员。

## 生平
范迪安1955年出生于福建省浦城县。
1969年至1973年，范迪安就读福建省浦城县第一中学。1973年至1977年，他在福建省浦城县余乐大队担任知青。1977年至1980年，他就读福建师范大学美术系油画专业。毕业后，在福建师范大学美术系任教。
1985年至1988年，范迪安进入中央美术学院美术史系攻读中国美术史专业硕士研究生学位。毕业后，他留校任中央美术学院美术史系教师。1988—1992年，任中央美术学院团委书记、学生处副处长。1992年至1993年，范迪安作为访问学者前往加拿大维多利亚大学学习。回国后，他继续在中央美术学院工作，从1993年至1994年担任研究部负责人。1994年至1998年，任中央美术学院院长助理。1998年至2005年，他担任中央美术学院党委委员、副院长。
2005年12月，范迪安转任中国美术馆馆长、党委副书记。
2008年，当选第十一届全国政协委员。
2014年9月，出任中央美术学院党委委员、院长。2015年至2017年，范迪安任中央美术学院党委常委、院长。自2017年起，他继续担任中央美术学院党委副书记、院长。
2018年1月，当选第十三届全国政协委员。
2018年11月，范迪安当选为北京美术家协会主席。同年12月，当选为中国美术家协会主席。
2023年6月，卸任中央美术学院院长。
2023年10月20日，浦城美术馆（范迪安美术馆）在浦城县开馆。